# Flughafen Viracopos

i7
i11
i13
Der Flughafen Viracopos (portugiesisch Aeroporto Internacional de Viracopos, IATA-Code: VCP, ICAO-Code: SBKP) ist ein internationaler Verkehrsflughafen in Campinas, Brasilien und flächenmäßig das größte Luftfrachtzentrum in Südamerika. Für LATAM Cargo Brasil ist Viracopos der Hauptumschlagplatz ihrer Luftfracht. Seit der Flughafen São Paulo-Guarulhos voll ausgelastet ist und nicht weiter ausgebaut werden kann, erhält der Flughafen Viracopos auch für den brasilianischen Passagierverkehr eine immer größer werdende Bedeutung.

## Lage und Verkehrsanbindung

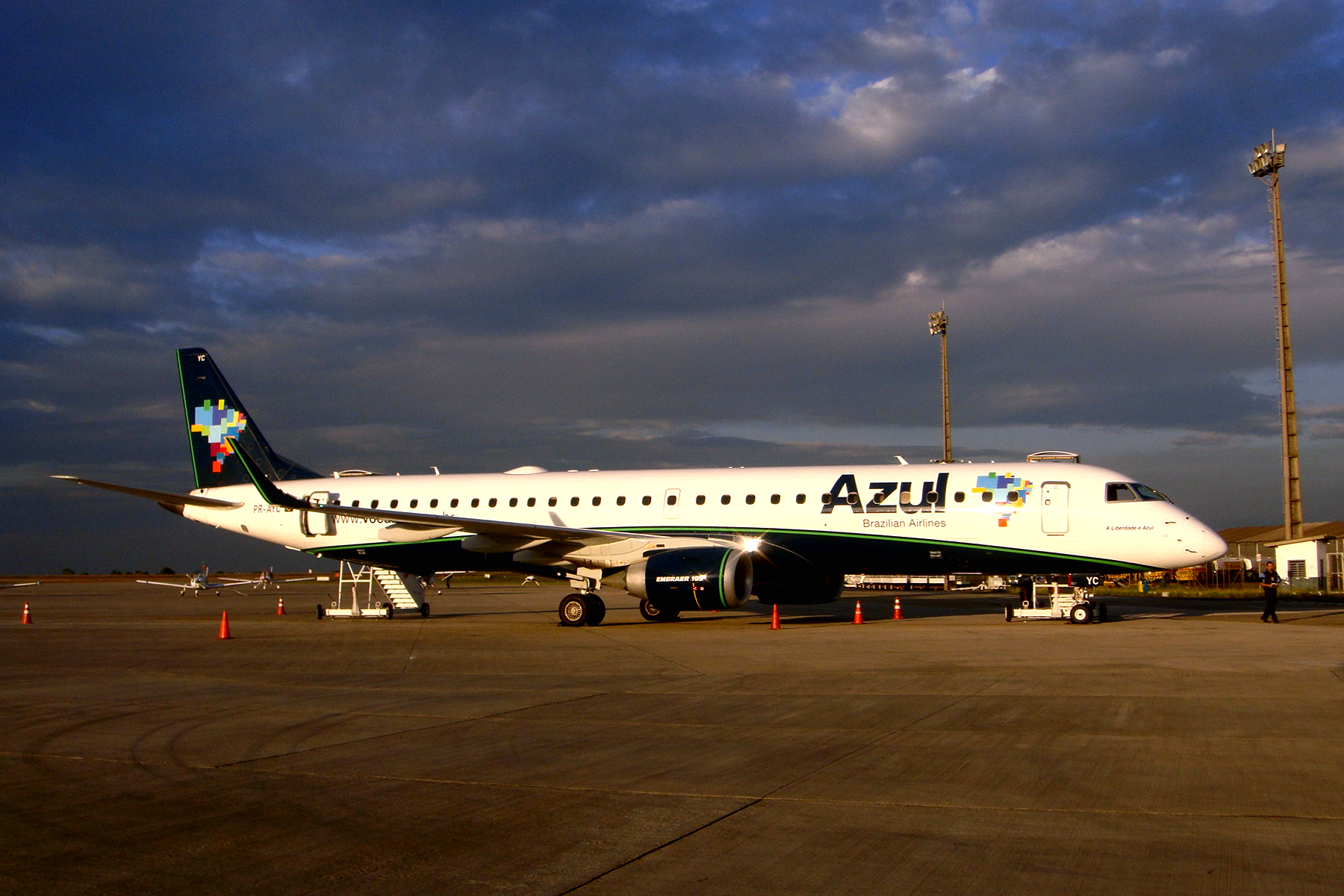
Die brasilianische Fluggesellschaft Azul unterhält in Viracopos ein Drehkreuz.

Der Flughafen Viracopos liegt 15 km südwestlich vom Stadtzentrum von Campinas entfernt, 79 km nordwestlich von São Paulo und gehört zum Stadtteil Vila Aeroporto. Der Flughafen befindet sich zwischen der Rodovia Bandeirantes und der Rodovia Anhanguera-Autobahn, die São Paulo mit Cordeirópolis und Brasília mit Santos verbindet. Dazwischen gibt es die Rodovia Santos Dumont, die eine direkte An- und Abfahrt zum Airport herstellt. Viracopos diente vor der Fertigstellung des zentrumsnahen Flughafens Guarulhos bis 1985 als internationales Luftfahrt-Drehkreuz der Großregion São Paulo, da auf dem Innenstadtflughafen Congonhas keine Langstreckenflugzeuge landen konnten. Mit der Übernahme für den zivilen Flugverkehr und der Fertigstellung von Guarulhos wurde Viracopos zum Hauptumschlagplatz für Güter.

## Bedeutung
Der Flughafen ist heutzutage der wichtigste Frachtflughafen im Bundesstaat São Paulo und der zweitwichtigste Brasiliens. in den letzten Jahren hat auch der Passagierverkehr stetig zugenommen, da am nahegelegenen größeren Flughafen São Paulo-Guarulhos nicht mehr voll expandiert werden kann.
Die brasilianische Billigfluglinie Azul Linhas Aéreas unterhält in Viracopos ein Luftfahrtdrehkreuz und verbindet die Subregion Campinas mit den meisten Städten Brasiliens. International werden Buenos Aires, Fort Lauderdale, Lissabon, Montevideo und Santiago de Chile angeflogen. Die Umgebung von Campinas ist zum brasilianischen Silicon Valley geworden; hier sind unzählige Technologieunternehmen, sonstige Industriebetriebe, Forschungs- und Entwicklungseinrichtungen sowie mehrere Universitäten angesiedelt.
Im Jahr 2011 verzeichnete der Flughafen im Vergleich zu 2010 ein Wachstum von 50 Prozent im Passagierverkehr. Die 10-Millionen-Marke wurde 2015 überschritten.

## Ausbau bis 2015
Der Flughafen wurde 2012 privatisiert. Ab dem 14. November 2012 übernahm das Konsortium Aeroportos Brasil den Flughafen schrittweise von der Infraero. Seit Mitte Februar 2013 wird Viracopos komplett und exklusiv von Aeroportos Brasil verwaltet, zusammen mit dem Terminal.
Ein neues Passagierterminal, das zunächst eine Kapazität von 14 Millionen Fluggästen hat, wurde am 14. Oktober 2014 in Betrieb genommen. Im Endausbau soll die Kapazität 25 Millionen Fluggäste, 28 Fluggastbrücken und insgesamt 72 Parkpositionen umfassen. Der Logistik-Komplex am Flughafen wird auch von 77.400 m² auf 177.000 m² in zwei Phasen auf mehr als das Doppelte ausgebaut werden. Die erste Phase umfasst den Bau eines „Live“-Cargo-Terminals und eines eingeschränkten Cargo-Terminals. In der zweiten Phase werden die nationalen und internationalen Cargo-Bereiche erweitert, was den Bau eines neuen 10.000 m² Kurier Cargo-Terminals bedeutet.
Die Erweiterung von Viracopos wird nötig, da die beiden wichtigsten Flughäfen von São Paulo, Congonhas und Guarulhos, bereits bis an die Grenzen ihrer Kapazitäten arbeiten und ihr Ausbau durch die unmittelbare Nähe zu Wohngebieten unmöglich ist.
Mehrere internationale Frachtfluggesellschaften fliegen Viracopos mehrmals wöchentlich an, unter anderem Lufthansa Cargo, Cargolux, Lan Chile Cargo, KLM Cargo, Martinair Cargo, Avianca Cargo, TAP Portugal Cargo und FedEx.

## Herkunft des Namens
Es gibt zwei Versionen über die Herkunft des Namens Viracopos. Die erste weist Anfang des Jahrhunderts darauf hin, dass es während einer Kirmes zu einem Missverständnis zwischen dem Pfarrer und den Bewohnern der Nachbarschaft gekommen war. Dies resultierte dann in einem allgemeinen Trinkgelage sowie Streitereien, bei dem die Volksfestbuden während der heillosen Verwirrung niedergerissen oder umgestürzt wurden. Das Wort viracopos („Gläser umdrehen“) benutzte später der Priester in Predigten, um sich auf das Ereignis zu beziehen.
Eine andere Version besagt, dass an der Stelle des jetzigen Flughafens früher eine Bar stand, wo sich Viehtreiber regelmäßig zu einem gemütlichen Meinungsaustausch und auch zum Trinken getroffen haben. So war „Viracopos“ zunächst Namensgeber für den Bezirk als auch später auch für den Flughafen.

## Fluggesellschaften und Ziele
Der Flughafen Viracopos wird von den brasilianischen Fluggesellschaften Azul Linhas Aéreas und Gol Linhas Aéreas genutzt. Da die Billigfluggesellschaft Azul Linhas Aéreas den Flughafen als Drehkreuz nutzt, geht ein Großteil des Fluggastaufkommens auf sie zurück. Es werden vor allem Inlandsflüge durchgeführt. Lediglich Azul Linhas Aéreas bietet internationale Flüge an.

## Verkehrszahlen
| Jahr | Fluggastaufkommen | Fluggastaufkommen | Fluggastaufkommen | Fluggastaufkommen | Fluggastaufkommen | Fluggastaufkommen | Luftfracht (Tonnen) (mit Luftpost) | Luftfracht (Tonnen) (mit Luftpost) | Flugbewegungen | Flugbewegungen |
| Jahr | National          | National          | International     | International     | Gesamt            | Gesamt            | Luftfracht (Tonnen) (mit Luftpost) | Luftfracht (Tonnen) (mit Luftpost) | Flugbewegungen | Flugbewegungen |
| ---- | ----------------- | ----------------- | ----------------- | ----------------- | ----------------- | ----------------- | ---------------------------------- | ---------------------------------- | -------------- | -------------- |
| 2018 | 8.549.158         | 0–2,71 %          | 673.916           | 0+23,58 %         | 9.223.074         | 00–1,17 %         | 241.324                            | +18,12 %                           | 107.627        | 0–5,76 %       |
| 2017 | 8.787.308         | 0–0,86 %          | 545.323           | 0+18,03 %         | 9.332.631         | 00+0,08 %         | 204.311                            | +20,66 %                           | 108.635        | 0–5,76 %       |
| 2016 | 8.863.245         | 0–8,42 %          | 462.007           | 0–28,50 %         | 9.325.252         | 00–9,68 %         | 169.323                            | 0–7,46 %                           | 115.276        | 0–9,51 %       |
| 2015 | 9.678.533         | 0–0,67 %          | 646.125           | +524,75 %         | 10.324.658        | 00+4,85 %         | 182.967                            | –18,05 %                           | 127.395        | 0–3,14 %       |
| 2014 | 9.743.432         | 0+5,51 %          | 103.421           | 0+70,00 %         | 9.846.853         | 00+5,93 %         | 223.280                            | 0–7,46 %                           | 131.531        | 0+3,36 %       |
| 2013 | 9.234.514         | 0+5,17 %          | 60.835            | 0–22,10 %         | 9.295.349         | 00+4,93 %         | 241.287                            | 0+4,79 %                           | 127.252        | +10,13 %       |
| 2012 | 8.780.290         | +17,76 %          | 78.090            | 0–30,63 %         | 8.858.380         | 0+17,04 %         | 230.250                            | –14,07 %                           | 115.548        | +15,57 %       |
| 2011 | 7.455.815         | +38,39 %          | 112.569           | +164,94 %         | 7.568.384         | 0+39,38 %         | 267.946                            | 0+5,07 %                           | 99.982         | +34,25 %       |
| 2010 | 5.387.577         | 5.387.577         | 42.489            | 42.489            | 5.430.066         | 0+61,40 %         | 255.008                            | +38,03 %                           | 74.472         | +34,76 %       |
| 2009 | -                 | -                 | -                 | -                 | 3.364.404         | +210,40 %         | 184.745                            | –17,16 %                           | 55.261         | +70,56 %       |
| 2008 | -                 | -                 | -                 | -                 | 1.083.878         | 00+7,74 %         | 223.023                            | 0–2,78 %                           | 32.399         | +10,86 %       |
| 2007 | -                 | -                 | -                 | -                 | 1.006.059         | 0+21,76 %         | 229.402                            | +32,56 %                           | 29.226         | +16,41 %       |
| 2006 | -                 | -                 | -                 | -                 | 826.246           | 826.246           | 173.056                            | 173.056                            | 25.107         | 25.107         |

## Zwischenfälle
- Am 15. August 1960 entstand in einer Saab Scandia der VASP (Viação Aérea São Paulo) (Luftfahrzeugkennzeichen PP-SQS) auf dem Flug vom Flughafen Viracopos nach Uberlandia ein Feuer im vorderen Gepäckraum. Der Kapitän betätigte nicht die Feuerlöschanlage, da er glaubte, dass dies die ohnehin schlechte Sicht im Cockpit noch weiter beeinträchtigen würde. Bei der Notlandung während der Rückkehr nach Viracopos überrollte die Maschine das Bahnende und geriet in einen Bereich, in dem Bauarbeiten durchgeführt wurden. Alle Insassen überlebten, allerdings wurde das Flugzeug zerstört.[7]

- Am 23. November 1961 verunglückte eine De Havilland DH.106 Comet 4 der Aerolíneas Argentinas (LV-AHR) kurz nach dem Start vom Flughafen Viracopos. Das Flugzeug stieg auf rund 100 Meter, bevor es an Höhe verlor, mit Bäumen kollidierte und zwei Kilometer vom Flughafen entfernt abstürzte. Die Comet 4 kam zuvor aus Buenos Aires und sollte nach dem Zwischenstopp in Viracopos über Port of Spain nach New York weiterfliegen. Beim Absturz kamen alle 52 Personen an Bord, 40 Fluggäste und zwölf Besatzungsmitglieder. Eine technische Ursache für den Unfall konnte nicht gefunden werden.[8]

- Am 4. März 2018 kam es zu einem bewaffneten Raubüberfall auf eine McDonnell Douglas MD-11F (D-ALCF) der Lufthansa Cargo, welche gerade am Frachtterminal abgefertigt wurde. Die Täter entwendeten eine Tasche, die Bargeld im Wert von fünf Millionen US-Dollar enthielt. Die Tasche wurde ursprünglich in São Paulo-Guarulhos eingeladen und war für Zürich bestimmt.[9][10]